# Есен-тайши
Есен-тайши або Есеня (1407—1455) — 15-й великий каган Монгольського ханства в 1454—1455 роках (фактичний правитель з 1440 року). За його панування відбулося найбільше піднесення держави, що охоплювала величезну територію на півночі, від Сінцяна до Маньчжурії, від озера Балхаш до озера Байкал і від Байкалу до Великої Китайської стіни.

## Життєпис

### Війни з Могулістаном
Походив з ойратського племені чорос. Син Тогон-тайши. Народився у 1407 році. Замолоду брав участь у походах батька проти Могулістану та східних монголів. У 1419 році завдав декількох поразок Увайс-хану, правителю Могулістану, захопивши частину Турфану. Потім есен завдав в битвах при Мінг-Булаку (неподалік сучасного міста Джамбул) та місцині Куба (за іншою версією при Турфані) ще поразок могулістанському хану. В обох битвах Есен захопив Увайс-хана у полон. Спершу відпустив хана, оскільки той був Чингізидом. В другий раз Увайс-хан вимушений був в обмін на свободу видати власну сестру Махтум-хатун за Есена. Втім до 1421 року повністю захопив Турфан.
У 1425 році спільно з батьком завдав нової поразки Увайс-хану, захопивши Східний Могулістан та державу Кара-Дел в оазі Хамі. Але того ж року у битві біля Бор-Ногой-Зун ойрати зазнали нищівної поразки від монгольського кагана Адай-хана, внаслідок чого Тогон-тайши потрапив у полон. Есен вимушений був визнати зверхність кагана. У 1433 році разом з батьком брав участь у повстанні проти Адай-хана, якого було остаточно переможено 1438 року. Водночас на трон ойрати посадили Тайсун-хана. Водночас знову було відновлено владу над Хамі, втрачений після 1425 року, також учиняв грабіжницькі походи спільно з іншими ойратами проти Могулістану, доходячи до оз .Ісик-Куль.

### Фактичний правитель
У 1439 році Есен-тайши брав участь у конфлікті батька з Тайсун-ханом, внаслідок чого останній визнав владу роду Чорос в каганаті. Втім того ж року Того-тайши раптово помирає. Есен-тайши лише у 1440 році зумів повністю перебрати владу вдержави, залишивши Тайсун-хана номінальним володарем.
У 1440-х роках Есен-тайши здійснив набік на киргизів, яким завдав відчутних ударів. Внаслідок цього багато їх родів залишили Токмак і відкочували у володіння ханів Моголистана, на Тянь-Шань. Водночас відправив старшого сина Амасанаджі-тайши діяти проти Могулістану. У 1443 році виступив проти чжурчженів, завдавши тим поразки. В 1445 року урянхайці визнали владу Монголії. При цьому просунув кордони до Корейського півострова. Разом з тим Есен протягом 1440-х років збільшив частоту посольств до Китаю і кількість їх представників (часто до 1000 осіб), що приводило до збільшення надання подарунків, які китайці видавали посланцям. Також Есен-тайши надав значну підтримку торгівців з Хамі, Турфану, Самарканду, власне монгольських в торгівлі з Китаєм. у відповідь китайський уряд у 1448 році закрив прикордонну торгівлю з Монголією.

#### Війна з Китаєм
Почуваючись досить могутнім, звернувся до мінського імператора Цічженя з пропозицією влаштувати шлюб свого сина з представницею династії Мін, але дістав відмову. Це стало приводом до війни, а причиною — припинення торгівлі, що завдало значних збитків Монгольському каганату. Влітку 1449 року на чолі 20-тисячного війська Есен-тайши вдерся до Китаю, де розділившись на три групи, рушив у напрямку до Пекіну. північна група атакувала Ляодун, середня на чолі із Алаг-чінгсангом — фортецю Сюаньфу (так зване Дев'яте селище біля великої Стіни) і Есен-тайши — Датун, південна — Ганьчжоу. 4 серпня погано організована 500-тисячна китайська армія виступила в похід під командуванням імператора Цічженя. Есен-тайши з усіма силами відступив у монгольські степи, заманюючи супротивника.
Вирішальна битва сталася 1 вересня 1449 року біля фортеці Туму, на північний захід від гори Хуайлай (в сучасній провінції Хубей). Оточивши китайську армію, війська Есена, завдали їй нищівної поразки. Імператор і багато придворних потрапили в полон. Есен-тайши припинив військові дії, розраховуючи домогтися від полоненого значних поступок. Втім китайський полководець Юй Цянь звів на престол нового імператора — Ціюя. Останній відхилив вимогу Есен-тайши про викуп Цзічженя. У відповідь військо Есена взяло в облогу Пекін і протягом 40 днів плюндрувала столичні передмістя. Втім захопити Пекін не вдалося. У 1450 році здійснив нову спробу захопити китайську столицю, проте невдало. Восени 1450 року Есен-тайши уклав мирний договір з імперією Мін, але задля створення розгардіяшу в Китаю звільнив з полону колишнього імператора Цічженя. за цим здійснив похід до річки Сунгарі.

### Захоплення влади
У 1453 році вступив у конфлікт з каганом Тайсун-ханом через вибір спадкоємця трону. Есен-тайши бажав, щоб ним став його небіж, але Тайсун-хан відмовився. Есен перетягнув на свій бік брата кагана — Агбарджіна, який сприяв перемозі над Тайсун-ханом. Невдовзі після загибелі останнього Есен-тайши оголосив новим монгольським каганом Агбарджіна, той в свою чергу призначив Есен-тайшу джіноном (спадкоємцем трону). Втім 1454 році, коли Агбарджін прибув на скликаний курултай, де його мали офіційно оголосити каганом хаганом, Есен-тайша наказав вбив його, сам посівши трон. Син Агбарджіна ізять Есена — Харагуцаг — продовжив боротьбу, але невдовзі загинув, намагаючись дістатись Могулістану.

### Каган
Першим кроком було здійснення походу проти казахів, дійшовши до Шаша. Потім Есен-хан розпочав політику на зміцнення центральної влади, що викликало невдоволення ойратів. На початку 1454 року проти Есена виступили тайши Алаг-Темур, правитель правого крила ойратів, і Асудин Хатан-Темур, правитель лівого крила ойратів, і зажадали від став ханом Есена, щоб він поступився їм почесним титулом тайши-чули. Проте Есен-хан передав цей титул своєму старшому синові Амасанджі-тайши. У відповідь ойрати підняли повстання, атакували Есен-хана, якому завдали поразки й вбили. Новим каганом став Махагургіс-хан.
Сини Есена — Амасанджі і Уз-Темур — очолили південно-західних ойратів, на чолі яких воювали проти Могулістану та кочових узбеків.

## Родина
Дружина — з ойратів.
Діти:
- Амасанджі
- Уч-Темур
- Цецег, дружина Харагуцага

Дружина — Махтум-хатун, донька Шер-Алі-оглана.
Діти:
- Ібрагім
- Іл'яс
- донька, дружина Кадирберді